# Kutumätäs
Kutumätäs är en ö i Finland. Den ligger i sjön Iso Liesijärvi och i kommunen Muldia i den ekonomiska regionen  Keuru ekonomiska region  och landskapet Mellersta Finland, i den centrala delen av landet, 250 km norr om huvudstaden Helsingfors. Öns största längd är 40 meter i nord-sydlig riktning.